# Duellmanohyla soralia
Duellmanohyla soralia es una especie de anfibios de la familia Hylidae.
Habita en el noreste de Guatemala y el noroeste de Honduras.
Sus hábitats naturales incluyen bosques tropicales o subtropicales secos y a baja altitud, montanos secos y ríos. Está amenazada de extinción por la destrucción de su hábitat natural.